# Cantó de Mesèu
El cantó de Mesèu és un cantó francès del departament dels Alps de l'Alta Provença, situat al districte de Dinha. Té 8 municipis i el cap és Mesèu.

## Municipis
- Beinas
- Brasc d'Assa
- Castèuredon
- Estoblon
- Majastres
- Mesèu
- Sant Joanet
- Sant Julian d'Assa

## Història
| Data d'elecció                           | Identitat     | Partit | Qualitat |
| ---------------------------------------- | ------------- | ------ | -------- |
| 1961-197.                                | M. Laurens    | PCF    |          |
| 197.-1998                                | Jean Arnaud   | PCF    |          |
| 1998-                                    | André Laurens | PS     |          |
| les dades anteriors no són pas conegudes |               |        |          |
|                                          |               |        |          |

| 1962  | 1968  | 1975  | 1982  | 1990  | 1999  | 2006  |
| ----- | ----- | ----- | ----- | ----- | ----- | ----- |
| 1.036 | 1.128 | 1.094 | 1.158 | 1.433 | 1.648 | 1.908 |